# Alejandro Rejon Huchin

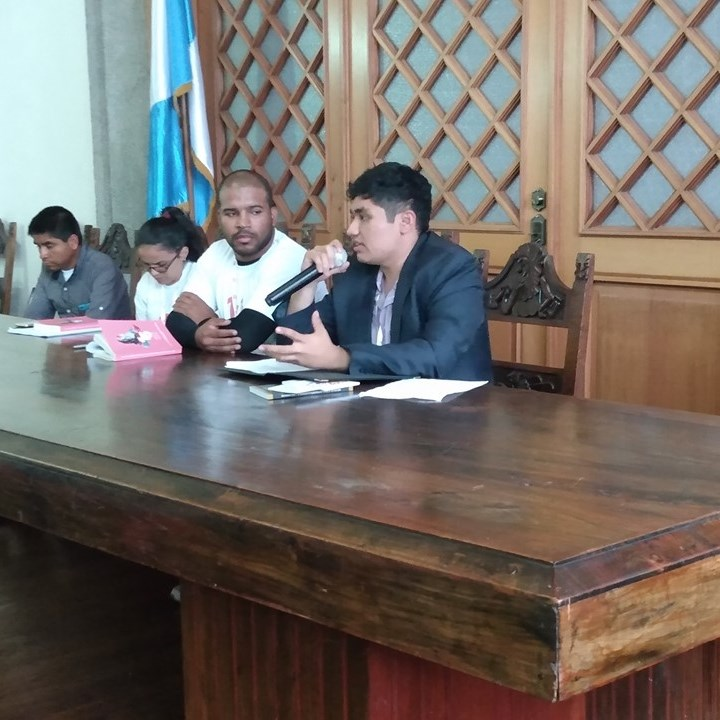
Alejandro Rejon beim Internationalen Poesiefestival von Quetzaltenango, Guatemala

Wilberth Alejandro Rejon Huchin (* 18. Mai 1997) ist ein mexikanischer Dichter, Kulturmanager und Journalist.

## Biografie
Rejon Huchin erhielt als Direktor des Literaturmagazins Marcapiel im Jahr 2016 ein Stipendium des Festivals Cultural Interfaz de Mérida. Er veröffentlichte in verschiedenen nationalen und internationalen Magazinen und Anthologien und nahm als Vertreter seines Landes an verschiedenen literarischen Veranstaltungen in Guatemala und Kuba teil. Im März 2019 leitete er das erste internationale Treffen für Literatur und Bildung auf der Internationalen Lesemesse in Yucatán, Mexiko. Im September desselben Jahres war er Initiator und Förderer des Internationalen Poesiefestivals in Tecoh, Yucatán, an dem Dichter aus Mexiko, Argentinien, den USA, Kuba, Kolumbien und Guatemala teilnahmen. Für seine literarische Arbeit und als Kulturmanager erhielt er verschiedene Auszeichnungen. Seine Arbeit wurde ins Französische, Italienische, Griechische, Bengali, Arabische, Katalanische und Rumänische übersetzt. Seine Arbeit wurde in verschiedenen Ländern anthologisiert. Er leistete kulturelle Beiträge zu den mexikanischen Zeitungen La Revista Peninsular, Senderos del Mayab und La Verdad.

## Werke
Seine poetischen Werke wurden in zahlreichen Magazinen und Anthologien in Kolumbien, Spanien, Italien, Portugal, den USA, Chile, Argentinien und Mexiko veröffentlicht.

### Bücher
- Transcurso de un retrato cortado, Argentinien, Verlag Buenos Aires Poetry, 2019.[5]
- El agua rota de los sueños, USA, Leitartikel Primigenios, 2020.[6]
- Relámpago de sed, Chile, Leitartikel Andesgraund, 2020.[7]

### Teilnahme an Anthologien
- Primera antología poética: Poesía Nómada, ediciones nómada, Argentina 2016.
- Poetas Allende de los mares, España, 2018.
- Poetas en el cosmovitral, H. Ayuntamiento de Toluca, 2018.
- Memoria del 15 Festival Internacional de Poesía de Quetzaltenango, Metáfora ediciones, Guatemala, 2019.
- Fragua de preces, Abra cultural, España, 2020.

## Auszeichnungen
- Visitante distinguido de la ciudad de Toluca, México, 2018.[8]
- Premio internacional de poesía Harold Von Ior, 2019.[9]
- Reconocimiento internacional al mérito cultural, H. Ayuntamiento de Tecoh, México, 2020.[10]
- Anerkennung für seine Arbeit bei der Schaffung internationaler Projekte zum Nutzen der künstlerischen und literarischen Gemeinschaft, Regierung von Tlaxcala, Mexiko. 2020.[11]